# Germán Bidart Campos
Germán José Bidart Campos (Buenos Aires, 9 de diciembre de 1927-Buenos Aires, 3 de septiembre de 2004) fue un abogado, profesor y jurista argentino. Doctor en Derecho y Ciencias Sociales por la Universidad de Buenos Aires, fue miembro de la Comisión Asesora para la Redacción de la Constitución Argentina en 1972, asesor de la Convención Nacional Constituyente en la reforma de la Constitución Argentina de 1994. Fue asimismo decano de la Facultad de Derecho de la Universidad Católica Argentina desde 1962 a 1967, como vicerrector de Asuntos Académicos de la misma casa de altos estudios entre 1986 y 1990, y director del diario jurídico El Derecho, de la misma universidad. También ejerció la docencia en universidades extranjeras.
Director del Registro Civil de la Ciudad de Buenos Aires, en la biblioteca en la Corte Suprema de Justicia de la Nación Argentina, Bidart Campos tiene un archivo especial con su nombre. Fue un miembro distinguido de la Academia Nacional de Ciencias Morales.
Escribió a diario crónicas constitucionales y comentarios a sentencias judiciales.
Fue decano de la Facultad de Derecho de la Universidad Católica Argentina (UCA) entre los años 1962 y 1967, vicerrector académico de esa universidad entre 1986 y 1990, director del Diario El Derecho y profesor titular de Derecho Constitucional y de Derecho Político en la Universidad de Buenos Aires (UBA). En su país, fue nombrado profesor Extraordinario Honorario con distinción de Académico Ilustre por la Universidad Nacional de Mar del Plata, en 1994, y profesor Plenario otorgado por la Universidad de Belgrano, en ese mismo año, entre otras distinciones. Desde 1994 fue director del Instituto de Investigaciones Jurídicas y Sociales Ambrosio L. Gioja de la UBA.
Ha sido considerado continuador de los maestros argentinos de Derecho Constitucional. Abarcó la parte dogmática, la parte histórica, los derechos fundamentales, los derechos sociales, el derecho humanitario y el internacional de los derechos humanos, la historia política y constitucional, el fundamento filosófico del Derecho Constitucional, el liberalismo, el poder, las élites políticas, los tribunales militares, el Derecho Constitucional comparado, etc. También escribió sobre sociología jurídica, filosofía jurídica, historia jurídica, teoría política, derechos fundamentales y garantías, amparo, habeas corpus, etc.

## Obras publicadas
Entre su obra, se citan: el Tratado elemental de Derecho Constitucional Argentino, La interpretación del Sistema de Derechos Humanos, la Teoría General de los Derechos Humanos, El Derecho de la Constitución y su fuerza normativa, y su obra de Cátedra Principios de Derechos Humanos y Garantías.

## Títulos y distinciones
- Doctor honoris causa por la Universidad de San Martín de Porres de Lima (Perú 1986)[cita requerida]
- Profesor Distinguido por la Universidad Nacional Autónoma de México (México DF 1987)
- Profesor Honorario otorgado por la Universidad Mayor de San Marcos de Lima (Perú).[cita requerida]
- Profesor Honorario de la Universidad de ICA (Perú)
- Profesor Honorario de la Universidad de Arequipa (Perú)[10]
- Premio Konex - Diploma al Mérito en derecho constitucional en 1996.
- Ciudadano Ilustre de la Ciudad Autónoma de Buenos Aires por la Legislatura de la Ciudad de Buenos Aires (2003).[11]